# Brúixola quàntica

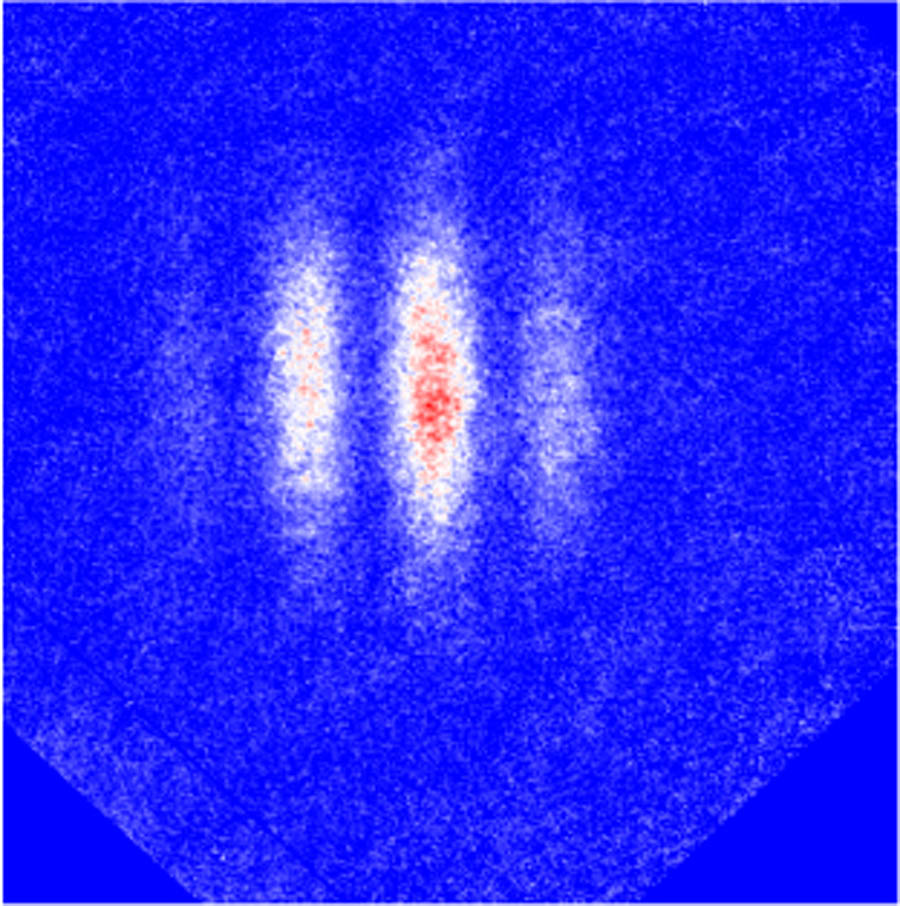
Els àtoms interfereixen amb ells mateixos. Després de maniobrar els àtoms ultrafreds en superposicions, cadascuna situada en dos llocs simultàniament, s'alliberen per permetre la interferència dels dos "jo" de cada àtom. A continuació, s'il·luminen amb llum, que projecta una ombra, revelant un patró d'interferència característic, amb el vermell que representa una densitat d'àtoms més alta. Les variacions de densitat són causades per l'alternança d'interferències constructives i destructives entre les dues "parts" de cada àtom, augmentada per milers d'àtoms que actuen a l'uníson.

La terminologia de la brúixola quàntica sovint es relaciona amb un instrument que mesura la posició relativa utilitzant la tècnica d'interferometria atòmica. Inclou un conjunt d'acceleròmetres i giroscopi basats en tecnologia quàntica per formar una Unitat de Navegació Inercial.

## Descripció
El treball sobre les unitats de mesura inercial (IMU) basades en tecnologia quàntica, els instruments que contenen els giroscopis i acceleròmetres, es desprèn de les primeres demostracions d'acceleròmetres i giròmetres basats en ones de matèria. La primera demostració de mesura de l'acceleració a bord es va fer en un Airbus A300 el 2011.
Una brúixola quàntica conté núvols d'àtoms congelats mitjançant làsers. Mitjançant la mesura del moviment d'aquestes partícules congelades durant períodes precisos, es pot calcular el moviment del dispositiu. Aleshores, el dispositiu proporcionarà una posició precisa en circumstàncies en què els satèl·lits no estan disponibles per a la navegació per satèl·lit, per exemple, un submarí totalment submergit.
Com la llum, els electrons de vegades es comporten com a ones. L'interferometria d'àtoms aprofita aquesta propietat per mesurar amb precisió l'acceleració, la rotació i la velocitat angular. Aquestes variables podrien ajudar els usuaris de la brúixola quàntica a mesurar i fer un seguiment de la seva pròpia posició sense utilitzar el GPS, que es basa en la transmissió contínua de senyals entre dispositius i satèl·lits.
Diverses agències de defensa arreu del món, com la DARPA dels EUA i el Ministeri de Defensa del Regne Unit han impulsat el desenvolupament de prototips per a usos futurs en submarins i avions.
El 2024, investigadors del Centre for Cold Matter de l'Imperial College de Londres, van provar una brúixola quàntica experimental en un tren subterrani de la línia Districte de Londres.